# Хиперион (списание)
Вижте пояснителната страница за други значения на Хиперион.
„Хиперион“ е българско месечно списание за литература и изкуство. Излиза в София в периода от 1922 г. до 1931 г.
Първият брой на списанието излиза на 1 април 1922 г. Списание „Хиперион“ е най-голямото българско символистично списание. Списанието отразява идейните принципи на писателите символисти и модернисти, обединени в литературен кръг със същото име. Полемизира с излизалото по същото време списание списание „Златорог“.

Редакционният комитет е в състав Теодор Траянов, Иван Радославов и Людмил Стоянов. В списанието публикуват свои творби Владимир Димитров-Майстора, Васил Захариев, Иван Милев, Дечко Узунов, Васил Стоилов, Сирак Скитник. Сред текстовете, публикувани в списанието, са манифестни текстове на Иван Грозев, Иван Радославов и др.